# Hans Kugelmann
Hans Kugelmann   (Augsburg, c. 1495 - Königsberg, 1542 (Gregorià)) va ser un compositor alemany i trompetista de la cort a Königsberg.

## Biografia
Hans Kugelmann era un dels cinc germans, quatre dels quals servien a la capella del duc Albrecht a Königsberg. Tot i que es desconeix la data de naixement, es pot rastrejar la seva obra a partir de 1518 quan va ser emprat a la capella de la cort de l'emperador Maximilià I. Probablement hi va romandre fins al 1523, quan es va unir a la família Fugger a Augsburg. Des del 1524 fou trompetista i compositor de cort per al margrave Albrecht a Königsberg. L'augment demostrat del salari suggereix l'estima del duc, que també li va donar una petita casa el 1541. Paral·lelament al seu treball a la cort, va ser mestre del cor des de 1534 fins a la seva mort. Després de dos anys de malaltia, va morir el 1542.
El 1540 Kugelmann va publicar l'obra coral Concentus novi trium vocum, Ecclesiarum usui a Prússia precipue accomodati a Augsburg. En ella, l'adaptació del salm 103 de Johann Gramann està relacionada amb una melodia més antiga, Ben lloa, ànima meva, els cavallers. Això es compensa en 6/4 de temps i s'amplia amb un augment expressiu a la segona meitat. El text i la melodia van ser inclosos en tots els llibres d'himnes protestants en llengua alemanya (EG 289) i en les traduccions també en molts altres idiomes. La melodia era, entre altres coses, editada diverses vegades per Johann Sebastian Bach.
També s'han conservat una missa i dos motets.